# 1960 en photographie
| Années de la photographie : 1957 - 1958 - 1959 - 1960 - 1961 - 1962 - 1963    |
| Décennies de la photographie : 1930 - 1940 - 1950 - 1960 - 1970 - 1980 - 1990 |

Cet article présente les faits marquants de l'année 1960 en photographie.

## Événements
- novembre : le magazine français Regards, créé en 1932 par le parti communiste, qui donne la prédominance aux reportages photographiques, cesse de paraître pour des raisons économiques.
- Les éditions suisses Perrochet achètent un avion Piper et engagent à l'année un pilote et un photographe (qui utilise un appareil Mamiya) pour une campagne systématique de photographies aériennes « Pleinciel », dont l'objectif est de photographier de façon systématique le territoire de la Suisse[1].
- Hiroshi Hamaya est le premier photographe japonais à intégrer l'agence Magnum.
- Création de l'entreprise britannique Photo-Me International qui exploite des cabines photographiques dans le monde entier.
- La firme Polaroid commercialise le Polaroid 900, un appareil photographique équipé d'un procédé de photographie à développement instantané.
- L'entreprise française La Spirotechnique commercialise l'appareil photographique argentique étanche Calypso 35 mm, conçu par Jean de Wouters et fabriqué par Atoms.

## Photographies notables

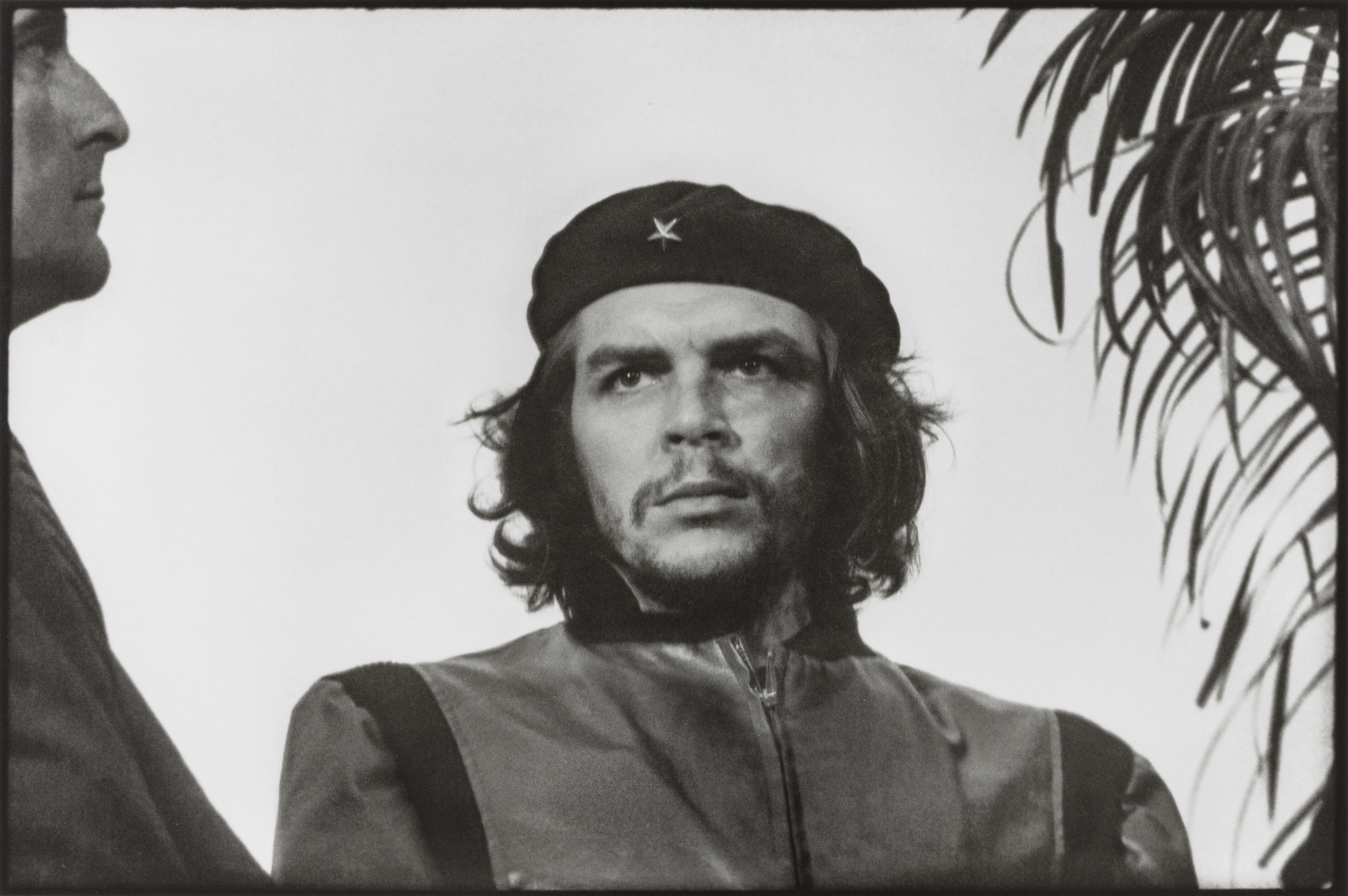
Alberto Korda, Guerrillero Heroico.

- 5 mars : Alberto Korda, Guerrillero Heroico, portrait photographique de Che Guevara[2].

## Livres de photographies
- England/Scotland de Bruce Davidson, Göttingen, Steidl,  (ISBN 3-86521-127-5) (réédité en 2006 sous le titre England/Scotland 1960).

## Prix et récompenses
- Prix Niépce : Léon Herschtritt.
- Prix Nadar : Emil Schulthess pour Afrique, Paris, éditions Delpire.
- Médaille David-Octavius-Hill : non décernée.
- Prix culturel de la Société allemande de photographie : Fritz Brill et Albert Renger-Patzsch.
- Prix Robert Capa Gold Medal : Yung Su Kwon.
- Prix Pulitzer de photographie : Andrew Lopez, pour quatre photographies d'un caporal de l'armée du dictateur cubain Fulgencio Batista, fusillé après la victoire de Fidel Castro, l'image principale montrant le condamné recevant les derniers sacrements.
- Prix George-Polk : Yasushi Nagao.
- Prix de la Société de photographie du Japon / prix annuel : Gesshū Ogawa / contributions remarquables : Ken Domon.
- World Press Photo de l'année : non décerné.
- Médaille du progrès de la Royal Photographic Society : Edward Steichen.

## Naissances
- 13 janvier : Ferrante Ferranti, photographe français.
- 17 février : François Zabaleta, plasticien, photographe et cinéaste français.
- 22 février : Jean-François Lepage, photographe et peintre français.
- 24 mars : Jean-Christian Bourcart, artiste et photographe français.
- 11 avril : Isabelle Rozenbaum, photographe et vidéaste française.
- 16 avril : Andreas Gruschke, photojournaliste et chercheur allemand spécialiste du Tibet, morte le 30 janvier 2018.
- 19 avril : Gregory Colbert, réalisateur et photographe canadien.
- 5 mai : Yves Vaillancourt, écrivain et photographe canadien.
- 9 juin : Gilles Elkaim, explorateur, photographe et réalisateur français.
- 11 juin : Pascal Bernard, photographe français.
- 28 juin : Carmelo Bongiorno, photographe italien.
- 15 août : Jean-Claude Coutausse, photojournaliste indépendant français, lauréat en 1993 du prix Niépce.
- 13 septembre : Kevin Carter, reporter photo sud-africain, mort le 27 juillet 1994.
- 18 septembre : Kensuke Kazama, photographe japonais, mort en juin 2017.
- 19 septembre : Maud Sulter, plasticienne, photographe et écrivaine britannique d'origine ghanéenne, morte le 27 février 2008.
- 24 septembre : Jack Pierson, photographe et artiste américain.
- 25 septembre : Chihiro Minato, photographe japonais, lauréat du prix Ina-Nobuo en 2006.
- 12 novembre : Tracey Moffatt, photographe, cinéaste et plasticienne australienne.
- 6 décembre : Gary Fong, photographe américain.
- 11 décembre : François Brunet, universitaire français, historien des images et spécialiste de l'histoire de la photographie, mort le 25 décembre 2018.

Date précise inconnue ou non renseignée
- Fadil Berisha, photographe de mode américano-albanais.
- Diane Grimonet, photographe française.
- Doris Kloster, photographe et écrivaine américaine.
- Daniel Mordzinski, photographe franco-argentin.
- Alain Paiement, artiste candadien, dont le travail se définit à partir de la photographie.
- Marc Trivier, photographe belge, connu pour ses portraits d'artistes et ses scènes d'abattoirs, mort le 27 septembre 2024.
- Vanessa Winship, photographe anglaise, membre de l'Agence Vu.

## Décès
- 8 février : Hakuyō Fuchikami, photographe japonais, né le 14 novembre 1889.
- 10 mars : Ei-Q, photographe japonais, né le 28 avril 1922.
- 6 avril : Orio Vergani, journaliste, photographe et écrivain italien, né en 1898 ou 1899.
- 7 juillet : Francis Browne, prêtre jésuite irlandais, passager et photographe sur le Titanic avant son naufrage, né le 3 janvier 1880.
- 15 juillet : Anton Giulio Bragaglia, artiste, réalisateur de cinéma et photographe italien, né le 11 février 1890.
- 15 août : Charles E. Mees, physicien américano-britannique et chercheur en photographie, né le 26 mai 1882.
- 4 novembre : Henri Lacheroy, photographe français, né le 11 janvier 1884.
- 25 décembre : Alberto Maria De Agostini, prêtre missionnaire, explorateur et photographe italien, né le 2 novembre 1883.

## Célébrations
Centenaire de naissance
- Achille Delmaet
- Antoine Léchères
- Charles Franklin Reaugh
- Elizabeth Hawkins-Whitshed
- Emma Justine Farnsworth
- Kolë Idromeno
- Ogawa Kazumasa
- Pierre Waidmann
- Willem Witsen

Centenaire de décès
- Johann Baptist Isenring